# Сухоты
Сухоты — опустевшая деревня в Унинском районе Кировской области.

## География
Располагается на расстоянии примерно 14 км по прямой на юг от райцентра поселка Уни.

## История
Известна с 1873 года как починок Возжеинскаго Полому Курочкина, где было отмечено дворов 17 и жителей 127, в 1905 (починок Верх-Возжей или Сухотинское) 38 и 247, в 1926 (деревня Сухоты или Верхняя Возжея) 44 и 213, в 1950 31 и 101, в 1989 году проживало 16 человек. До 2021 года входила в состав Сардыкского сельского поселения до его упразднения.

## Население
Постоянное население  составляло 5 человек (русские 100%) в 2002 году, 0 в 2010.